# Treia (Włochy)
Treia – miejscowość i gmina we Włoszech, w regionie Marche, w prowincji Macerata.
Według danych na rok 2008 gminę zamieszkuje 9745 osób, 104,71 os./km².